# Le Samouraï du crépuscule
Pour plus de détails, voir Fiche technique et Distribution.
Le Samouraï du crépuscule (たそがれ清兵衛, Tasogare seibei) est un film japonais réalisé par Yōji Yamada, sorti en 2002.
Ce film est le premier volet d'une trilogie, La Servante et le Samouraï constitue le second volet, Amour et Honneur le troisième.

## Synopsis
Samouraï quelque peu hors du rang depuis que sa femme est décédée d'une terrible maladie, Seibei élève avec ses très maigres moyens ses deux jeunes filles et s'occupe comme il le peut de sa mère, une vieille femme qui n'a plus toute sa tête. Déconsidéré par l'ensemble des membres de sa classe, Seibei demeure un incompris : comment un samouraï pourrait-il en effet se contenter d'une vie aussi morne et difficile ?

## Fiche technique
- Titre : Le Samouraï du crépuscule
- Titre original : たそがれ清兵衛 (Tasogare seibei?)
- Réalisation : Yōji Yamada
- Scénario : Yōji Yamada et Yoshitaka Asama
- Production : Hiroshi Fukazawa, Shigehiro Nakagawa et Ichirô Yamamoto
- Musique : Isao Tomita et Yōsui Inoue
- Photographie : Mutsuo Naganuma
- Montage : Iwao Ishii
- Pays d'origine : Japon
- Langue : japonais
- Format : Couleurs - 1,85:1 - Dolby Digital - 35 mm
- Genre : chanbara, drame, jidai-geki
- Durée : 129 minutes[1]
- Date de sortie : 2 novembre 2002 (Japon)[1]

## Distribution
- Hiroyuki Sanada : Seibei Iguchi
- Rie Miyazawa : Tomoe Iinuma
- Nenji Kobayashi : Choubei Kusaka
- Ren Osugi : Toyotarou Kouda
- Mitsuru Fukikoshi : Michinojo Iinuma
- Hiroshi Kanbe : Naota
- Miki Itō : Kayana Iguchi
- Erina Hashiguchi : Ito Iguchi
- Reiko Kusamura : la mère d'Iguchi
- Min Tanaka : Zenemon Yogo
- Keiko Kishi : Ito Iguchi âgée
- Tetsurō Tanba : Tozaemon Iguchi

## Autour du film
- Le film est inspiré des trois romans Tasogare seibei (たそがれ清兵衛?), Takemitsu shimatsu (竹光始末?) et Hoito sukehachi (祝い人助八?) de Shūhei Fujisawa.

## Récompenses
- Nikkan Sports Film Award 2002 : meilleur film
- Prix Mainichi du meilleur film 2002
- Prix du meilleur film des Awards of the Japanese Academy 2002
- Prix du meilleur film asiatique lors des Hong Kong Awards 2004
- Nomination à l'Oscar du meilleur film étranger en 2004